# I Am a Photograph
Az I Am a Photograph Amanda Lear francia énekesnő első nagylemezének a címe. Az album 1977 áprilisában jelent meg. Műfaja diszkó, kiadója a nyugatnémet Ariola Records.
Az NSZK-ban olyan sikeres volt az LP, hogy néhány hónap leforgása alatt 5 kiadásban jelent meg. Bizonyos kiadások nemcsak a borítóban, hanem a zeneanyagban is eltérnek egymástól. Mivel a La Bagarre című szám korábban kislemezen nem volt igazán sikeres, ezért már a második kiadáson lecserélték a nagy sláger, a Blood and Honey instrumentális változatára: She's Got the Devil in Her Eyes. Azután megjelent a Queen of Chinatown című kislemez, amely nagy sikernek bizonyult, ezért a harmadik kiadástól kezdve ez a dal is rákerült a tracklistára. A La Bagarre egyébként Elvis Presley egyik slágerének (Trouble) feldolgozása, a These Boots Are Made for Walkin’ eredetijét pedig Nancy Sinatra énekelte az 1960-as években. Az Alphabet (Prelude in C by J. S. Bach) – mint azt a címe is jelzi – Bach-motívumok felhasználásával készült.

## A dalok

### „A” oldal
1. Blood and Honey (A. Monn – A. Lear) 4.50
2. Alphabet (Prelude in C by J. S. Bach) (J. S. Bach – Ch. Ricanek – A. Monn – A. Lear) 4.00
3. These Boots Are Made for Walkin’ (Lee Hazlewood) 3.18
4. Tomorrow (R. Pietsch – A. Lear) 4.10
5. Pretty Boys (A. Monn – A. Lear) 2.55

### „B” oldal
1. Alligator (R. Pietsch – A. Lear) 4.35
2. The Lady in Black (A. Monn – A. Lear) 3.30
3. I Am a Photograph (A. Monn – A. Lear) 4.25
4. La Bagarre (Leiber – Stoller) 5.27
5. Blue Tango (L. Anderson – A. Lear) 2.40

## Közreműködők
- Producer: Anthony Monn, Peter Smith, Strum Prod
- Zenei rendező: Charly Ricanek (A/1, 2, 5 és B/3), Rainer Pietsch (A/4 és B/1), Harold Faltermeier (B/2, 5), Mats Björklund (A/3)
- Hangmérnök: Peter Ludermann
- Dob: Martin Harrison
- Billentyűs hangszerek: Harold Faltermeier, Charly Ricanek
- Basszusgitár: Gary Unwin
- Ütős hangszerek: Pit Troja
- Elektromos és akusztikus gitár: Mats Björklund
- Vonós hangszerek: Bavaria Strings
- Moog: Harold Faltermeier
- Fúvós hangszerek: Lee Harper, Giuseppe Solera, Paul Niezgoda, Rudi Fuessers, Hermann Breuer, Howard Katz
- Háttérvokál: Gitta Walther, Claudia Shwarz, Renate Maurer
- Külön köszönetnyilvánítás Peter Smitsnek, minden lehetséges segítségéért

## Különböző kiadások
- 1977, NSZK (első kiadás): Ariola-Eurodisc 28866 OT.
- 1977, NSZK (második kiadás): Ariola-Eurodisc 25 473 OT. Az eredeti albumfotóval, a B/4. szám: She's Got the Devil in Her Eyes (Blood and Honey Instrumental) (Anthony Monn – Amanda Lear) 3:05 - Arabella
- 1977, NSZK (harmadik kiadás): Ariola-Eurodisc 25 473 OT). Az eredeti albumfotóval, eltérő tracklistával.

„B” oldal
1. Queen Of Chinatown (Anthony Monn – Amanda Lear) 4:15 - Arabella
2. Alligator
3. The Lady in Black
4. I Am a Photograph
5. Blue Tango

- 1977, NSZK (negyedik kiadás): Ariola-Eurodisc 25 473 OT.
- 1977, NSZK (ötödik kiadás): Ariola-Eurodisc 665876. A tracklista a 4. és 5. kiadás esetében ugyanaz, mint a 3. kiadáson. Új Playboy albumfotó, posztermelléklet és ehhez kapcsolódó kiegészítés a borítón: Album Cover Design: Ariola-Eurodisc Studios. / Cover Photo by Christa Peters. Copyright by Playboy Magazine, West-Germany.
- 1977, Olaszország: Polydor 2448 058.
- 1977, Franciaország: Eurodisc 28070. Az olasz és a francia kiadás tracklistája ugyanaz, mint a német 2. kiadásé, borítókép a Playboy fotó a 4. és 5. német kiadásról.
- 1977, Amerikai Egyesült Államok: Chrysalis CHR 1173. Playboy albumfotó, alternatív tracklista.

„A” oldal
1. Blood and Honey (Extended 12" Version)  7:14
2. Alphabet (Prelude In C By J.S. Bach)
3. Tomorrow
4. Pretty Boys

„B” oldal
1. Alligator
2. The Lady in Black
3. I Am a Photograph
4. La Bagarre
5. Blue Tango

- 1978, NDK: Ariola Eurodisc 200 006 320. Playboy albumfotó, alternatív tracklista.

„B” oldal
1. Mother, Look What They've Done to Me (A. Monn – A. Lear) 4:25 - Arabella (Az 1978-as Sweet Revenge) című albumról)
2. Alligator
3. The Lady in Black
4. I Am a Photograph
5. Blue Tango

- 1978, Zimbabwe és Dél-Afrika: Pretty Boys Ariola ARC 2022. alternatív albumcím, az 1. nyugatnémet kiadás tracklistája, alternatív borító a Sweet Revenge LP fotóinak felhasználásával.
- 1978, Brazília: Tomorrow RCA-Victor 104 8097. Playboy albumfotó, alternatív albumcím és tracklista.

„A” oldal
1. Tomorrow
2. Alphabet (Prelude In C By J.S. Bach)
3. These Boots Are Made for Walkin'
4. Blood and Honey
5. Pretty Boys

„B” oldal
1. Queen of Chinatown
2. Alligator
3. The Lady in Black
4. I Am a Photograph
5. Blue Tango

- 1979, Dél-Afrika: Golden Hits Ariola ARD 2501. Dupla album, Disc 1: I Am a Photograph (az első nyugatnémet kiadás), Disc 2: Sweet Revenge.

## Kimásolt kislemezek

### 7"
- 1975: Trouble (A La Bagarre eredeti angol nyelvű verziója) (Albumon nem jelent meg) #40 / Lethal Leading Lady (LaBionda - Lear - Malachy) 2:50  (Albumon nem jelent meg)  (Anglia, Creole CR 123)
- 1975: La Bagarre / Lethal Leading Lady  (Franciaország, Polydor 2056 457)
- 1976: La Bagarre / Lethal Leading Lady  (Belgium, Polydor 2056 457)
- 1976: La Bagarre / Lethal Leading Lady  (NSZK, Ariola 16696AT)
- 1976: Trouble / Lethal Leading Lady  (Spanyolország, Ariola 16696AT)
- 1976: Trouble / Lethal Leading Lady  (Olaszország, Polydor 2121 290)
- 1976: Blood and Honey  / She's Got the Devil in Her Eyes (NSZK, Ariola 17470 AT)
- 1976: Blood and Honey (Edit) 3.10/ Blood and Honey (Album Version) (Anglia, Ariola ARO 103)
- 1976: Blood and Honey  / She's Got the Devil in Her Eyes (Spanyolország, Ariola 17470 AT)
- 1976: Blood and Honey  / She's Got the Devil in Her Eyes (Olaszország, Polydor 2060 133)
- 1976: Blood and Honey  / She's Got the Devil in Her Eyes (Jugoszlávia, RTB S-54002)
- 1976: Blood and Honey  / She's Got the Devil in Her Eyes (Ausztrália, RCA Victor 102 943)
- 1976: Blood and Honey  / She's Got the Devil in Her Eyes (Franciaország, Eurodisc 911 088 EA)
- 1976: Blood and Honey  / She's Got the Devil in Her Eyes (Dél-Afrika, Ariola ARS 201)
- 1976: Blood and Honey  / She's Got the Devil in Her Eyes (Kanada, Disques Direction Records D4-127)
- 1977: Blood and Honey  / She's Got the Devil in Her Eyes (Új-Zéland, RCA Victor 102943)
- 1977: Tomorrow / Alphabet (Prelude in C by J.S. Bach) (NSZK, Ariola)
- 1977: Tomorrow / Mon Alphabet (Az Alphabet francia nyelvű változata) (Albumon nem jelent meg) (Franciaország, WEA Wea 911144)
- 1977: Tomorrow / Mon Alphabet (Az Alphabet francia nyelvű változata) (Albumon nem jelent meg) (Franciaország, Eurodisc 17295)
- 1977: Tomorrow / The Lady in Black (Italy, Polydor 2060 145)
- 1977: Tomorrow / Alfabeto (Az Alphabet olasz nyelvű változata) (Albumon nem jelent meg) (Olaszország, Polydor)
- 1977: Blue Tango / Pretty Boys (Hollandia, Ariola 11 311 AT)
- 1977: Queen of Chinatown / My Alphabet (NSZK, Ariola 11 366 AT)
- 1977: Queen of Chinatown / Alphabet (Prelude in C by J.S. Bach) (Franciaország, Eurodisc 11366 AT)
- 1977: Queen of Chinatown / Alphabet (Olaszország, Polydor 2060 150)
- 1977: Queen of Chinatown / Alphabet (Törökország, Sonora 1024)
- 1977: Queen of Chinatown / Pretty Boys (NSZK, Ariola)
- 1977: Alphabet / Queen of Chinatown (Hollandia, Ariola 11 661 AT)
- 1977: Tomorrow / Queen of Chinatown (Portugália, Ariola 5011-446)
- 1977: Tomorrow / Queen of Chinatown (Spanyolország, Ariola 11446)
- 1978: Queen of Chinatown / Blood and Honey (Szovjetunió, Кругозор 12(177))
- 1978: Queen of Chinatown / The Lady in Black (Japán, Columbia Ariola YK-103-K)
- 1978: Tomorrow / Pretty Boys (Japán, Columbia Ariola YK-107-K)
- 1978: Blue Tango / Blood and Honey (Szovjetunió, Кругозор 12(177))

### 12"
- 1977: Blood and Honey (Extended 12" Version, 8:58) (Albumon nem jelent meg) / She's Got the Devil in Her Eyes (Kanada, Disques Direction Records DD-8009)
- 1977: Blood and Honey (Extended 12" Version: 8:58) / Blood and Honey (Album Version) (Anglia, Ariola ARO 103-12)
- 1977: Blood and Honey (Alternate Extended Version: 7:14) / Blood and Honey (Alternate Extended Version: 7:14) (Egyesült Államok, Chrysalis CDS 2197)
- 2006: Queen of Chinatown 2006 - DJenetix Feat. Amanda Lear - Remixes of 1977 original - (Single Version) (Albumon nem jelent meg) / (Club Remix) (Albumon nem jelent meg) / (Extended Mix) (Albumon nem jelent meg) (Németország, ZYX/Dance Street DST 77013-12)

### Maxi CD
- 1998: Blood and Honey '98 – Remixes of 1976 original – Blood and Honey (New Radio Version) (Albumon nem jelent meg) / Blood and Honey (Club Mix) (Albumon nem jelent meg) / Rien Ne Va Plus (1995-ös felvétel) (Németország, BMG Ariola 74321 59995 2)
- 2006: Queen of Chinatown 2006 – DJenetix Feat. Amanda Lear – (Single Version) / (Club Remix) / (Extended Mix) (Németország, ZYX/Dance Street DST 77013-8)

## Orosz CD
Az LP-k hanganyagai alapján. Az I Am a Photograph a legelső nyugatnémet kiadás alapján került a CD-kre.
- I Am a Photograph / Sweet Revenge
- I Am a Photograph / Incognito

## Legnépszerűbb slágerek
- Blood and Honey

Olaszország: 1977. Legmagasabb pozíció: 11. hely
- These Boots Are Made for Walkin’
- Tomorrow

Olaszország: 1977. Legmagasabb pozíció: 5. hely
- Alligator
- The Lady in Black
- Blue Tango
- Queen of Chinatown

Svájc: 1977. december 3-ától 8 hétig. Legmagasabb pozíció: 5. hely

Ausztria: 1977. december 15-étől 12 hétig. Legmagasabb pozíció: 8. hely

Olaszország: 1977–1978. Legmagasabb pozíció: 2. hely

## Az album slágerlistás helyezései
Ausztria: 1978. február 15-étől 4 hétig. Legmagasabb pozíció: 25. hely

## Külső hivatkozások
- Dalszöveg: Blood and Honey Archiválva 2007. szeptember 27-i dátummal a Wayback Machine-ben
- Dalszöveg: These Boots Are Made for Walkin’
- Dalszöveg: Tomorrow
- Dalszöveg: Queen of Chinatown
- Dalszöveg: La Bagarre
- Videó: Blood and Honey
- Videó: Alphabet
- Videó: These Boots Are Made for Walkin'
- Videó: Tomorrow
- Videó: I Am a Photograph
- Videó: La Bagarre
- Videó: Blue Tango
- Videó: Queen of Chinatown (1977)
- Videó: Queen of Chinatown (1983)